# Léon de Garidel-Thoron
Augustin Joachim Léon de Garidel-Thoron, né le 28 août 1804 à Aix-en-Provence et y décédé le 9 mars 1887 a été président de l’Académie des sciences, agriculture, arts et belles-lettres d'Aix de 1849 à 1852, puis son président honoraire à partir de 1885 après plus d’un demi-siècle d’affiliation. Officier des Palmes Académiques, il est élu conseiller municipal d’Aix-en-Provence de 1848 à 1865 puis de 1871 à 1874 et sera président du conseil d’administration de la Caisse d’Epargne d’Aix-en-Provence à partir du 16 mars 1881.

## Biographie
Connu sous le titre de comte de Garidel,, Léon de Garidel-Thoron est le fils aîné du conseiller au Parlement de Provence Bruno Amable de Garidel-Thoron, seigneur de Villemus, et de Thérèse Pin, fille du dernier trésorier général des États de Provence (de 1770 à 1791), Joachim Félix Pin. Il est également le frère de Bruno de Garidel-Thoron, polytechnicien, chevalier de la Légion d’honneur et administrateur de l’École polytechnique (1846-1848).
Il fit ses études au collège Stanislas à Paris, puis suivant la tradition familiale, il entre à la faculté de droit d'Aix-en-Provence où il obtient une licence de droit en 1826, après avoir soutenu sa thèse,,,.

## Contributions à l'Académie d'Aix
Le 29 mars 1836, l'Académie ouvrit ses portes à Léon de Garidel et en annonçant son admission au fauteuil d’Henricy, M. le comte de Montvalon put déclaré à la séance publique : « A un nom cher à la science, M. de Garidel joint de savantes connaissances qui ne peuvent que s'accroître par la facilité avec laquelle il s’est rendu familières de presque toutes les langues de l’Europe». Léon de Garidel fut nommé secrétaire de la Compagnie dès le 15 juin suivant et obtint en cette qualité le rétablissement de la subvention départementale supprimée en 1830. Puis il devint vice-président de décembre 1837 au 16 juillet 1839. Le 27 février 1844, l’Académie l’élisait trésorier en titre. Léon de Garidel a cumulé cette charge avec celle de Président du 10 juillet 1849 au 6 juillet 1852. Au cours de sa présidence, qui fut exceptionnellement longue et remplie, il instilla des sociétaires imminents, Castagne, le doyen Pons, Lafaye et Norbert Bonafous. Dans la séance du 8 juin 1885, le président Seranon exposait que Léon de Garidel faisait partie de l'Académie depuis cinquante années. Le vœu de plusieurs membres de la Compagnie, auquel Leon s’associe pleinement serait de marquer cette date par un acte solennel qui en conservât le souvenir. L'Assemblée, à l'unanimité, délibère de fêter le cinquantenaire de Léon de Garidel le jour de la prochaine séance publique et décide de le nommer président honoraire de l’Académie d’Aix. Le diplôme lui conférant ce titre lui serait remis en séance publique signée par tous les académiciens le 8 juin 1885.
Le 7 juin 1886 Léon de Garidel présenta son dernier compte rendu de trésorier. Après l’annonce de son décès le 9 mars, l'Académie levait la séance en signe de deuil le 14 mars 1887. Le siège de Léon de Garidel restera vacant plusieurs années jusqu'à ce que le 17 juin 1890 Charles de Gantelmi d’Ille y soit élu.
L’Historien de l'Académie d’Aix Maurice Gontard note dans son Histoire de l'Académie d’Aix de 1808 à 1939 publié en 1993 qu’en termes de composition de celle-ci en 1855, « les grandes familles de l’aristocratie locale, et en particulier parlementaire, qui avaient joué un rôle important dans les débuts de l'Académie, n'étaient plus guère représentées que par le docteur d’Astros, le marquis de Saporta et de Garidel».

## Contributions à l'étude comparative des langues modernes
Polyglotte passionné par l’étude comparative des langues modernes, Léon de Garidel est l’auteur de nombreuses études et traductions depuis l’allemand, le portugais et l’anglais. C’est à ce titre qu’il réalisera les ouvrages suivants :
- Fragments sur la renaissance des lettres dans le Midi de la France
- Traduction complète de Mansaniello de Meissner
- Essai sur la vie et les ouvrages de Burger, suivi de la traduction de sa ballade de Lénore (les morts vont vite)
- Théodore Koerner ou le Tyrtée allemand, suivi de la traduction de l’Epée
- Traduction partielle de la Vie de D. Juan de Castro, de Jacinto Freire de Andrada
- Noel dans la vieille Angleterre, étude traduite en partie d’Irving
- Klopstock considéré comme poète lyrique, étude suivie de la traduction de son ode à l’Être présent partout

## Contributions à la Municipalité d’Aix-en-Provence
Léon de Garidel-Thoron est élu conseiller municipal d’Aix le 3 juillet 1848 et ne cessa de faire partie de l'assemblée communale d’Aix jusqu’en 1865. À cette époque, la désunion s'étant mise dans le corps électoral, Léon de Garidel refusa de se laisser porter par aucun groupe; mais il revint après la guerre, à l'hôtel-de-ville, élu avec une liste de conciliation le 30 avril 1871. Les conseils municipaux ayant pris un caractère politique, son mandat ne lui fut pas renouvelé aux élections du 22 novembre 1874. Ayant des qualités financières reconnues, il fut longtemps le rapporteur du budget de la ville. Ses projets de budgets en parfait équilibre ne compromettaient jamais les finances et il s’opposait avec énergie aux entreprises coûteuses; il eut voulut constituer des caisses de réserves et administrer les finances publiques avec la plus grande prudence.

## Contributions à la Caisse d'Epargne d’Aix-en-Provence
Nommé administrateur en 1880, il fut élu à la présidence du conseil d’administration de la Caisse d’Epargne d’Aix-en-Provence le 16 mars de l'année suivante, au moment où des modifications législatives allaient augmenter l’importance des Caisses d'Epargne. C’est sous sa direction et par ses démarches que furent organisés, selon les vœux du conseil de la succursale, l’installation et l'aménagement de divers services dans l’immeuble nouvellement acquis. C’est sous son impulsion que furent appliquées les lois qui en permettant de doubler le capital de chaque livret et en créant des Caisses d'épargne postales ont modifié les règlements primitifs de la succursale d’Aix.

## Autres Mandats
- Administrateur du collège Bourbon (présent collège Mignet)[11]
- Préside la séance de clôture en tant que représentant de la municipalité d’Aix et de l’Académie lors des assises scientifiques de Provence et au congrès archéologique de France tenu en 1855[7]
- En 1866, il est trésorier général du congrès scientifique de France tenu à Aix et concourut grandement à son succès[7]
- Membre de la commission des hospices d’Aix-en-Provence[12]
- Trésorier, ordonnateur puis président du bureau de bienfaisance (ancienne Miséricorde) de 1860 à 1879[12]
- Membre du comité de statistique cantonale[12]

## Hommages
Dans son discours prononcé aux obsèques de Léon de Garidel-Thoron le 10 mars 1887, l’administrateur secrétaire de la Caisse d’Epargne d’Aix Hippolyte Guillibert s’exprime en ces termes: « C’est ainsi que la charité et l’amour du bien ont été les grands mobiles de cette existence si parfaitement remplie. M. de Garidel, digne héritier d’une de ces vieilles familles de Provence ou les plus nobles traditions sont conservées depuis des siècles, ne cessa un instant d'être pour nous tous un modèle de l’homme de devoir et du chretien convaincu ».
Dans son éloge de M. Léon de Garidel (quatre ans après sa mort) prononcé lors de son discours de réception à l'Académie d’Aix le 5 mai 1891, M. Charles Gantelmi d’Ille évoque que « l’attachement au sol natal, le dévouement au bien public étaient héréditaires dans cette famille. Elle donna à notre province des assesseurs illustres, et le célèbre botaniste Pierre Garidel était, dit un de ses contemporains, si amoureux de la Provence qu’il ne consentit pas à la quitter pour devenir le médecin du Roi. Mais si les Garidel dédaignaient pour eux des fonctions qui les eussent placés dans l'intimité du monarque, ils se sentaient dignes de le représenter auprès des malheureux. Le premier de ce nom qui vint à Aix fut reçu au Parlement en qualité de procureur du Roi pour les pauvres en 1533. Procureur pour les pauvres ! Ne vous semble-t-il pas, Messieurs, que c’est aussi le titre qu’eût mérité M. Léon de Garidel?».
Dans le journal des séances de l’Académie d’Aix de 1892, on y lit l’hommage suivant : « en mars 1887, nous perdîmes M. Léon de Garidel notre président d’honneur, notre fidèle trésorier, associé depuis tant d’années à nos travaux et dont nous venions à peine de célébrer le cinquantenaire. Il a du moins laissé à un héritier de son nom (François de Garidel-Thoron) les traditions d’honneur et de charité qui en étaient inséparables »,.

## Distinctions
- palmes d'officier d'académie[10],[11]